# Kloster Lorroy
Das Kloster Lorroy (Loroy; Locus Regius) ist eine ehemalige Zisterzienserabtei in der Gemeinde Méry-ès-Bois im Département Cher, Region Centre-Val de Loire, in Frankreich. Es liegt rund 27 km nördlich von Bourges und 6 km südlich von La Chapelle-d’Angillon am Rand des Walds von Saint-Palais (Forêt de Saint-Palais) in der Sologne.

## Geschichte
Das Kloster wurde 1125 auf Veranlassung des Erzbischofs von Bourges, Vulgrin, gestiftet und mit Mönchen aus Kloster La Cour-Dieu aus der Filiation von Kloster Cîteaux besetzt. Von ihm aus erfolgte die Tochtergründung von Kloster Élan in der Champagne. Im Hundertjährigen Krieg und in den Religionskriegen erlitt es schweren Schaden. 1661 wurde es durch einen Brand in Asche gelegt. Im 17. und 18. Jahrhundert erfolgte der Wiederaufbau. Die Französische Revolution führte zur Auflösung des Klosters, dessen Gebäude anschließend verkauft und größtenteils abgebrochen wurden, um Baumaterial zu gewinnen. Die Abtei hat Alain-Fournier zu seinem Roman Le Grand-Meaulnes (Der große Meaulnes) inspiriert.

## Bauten und Anlage

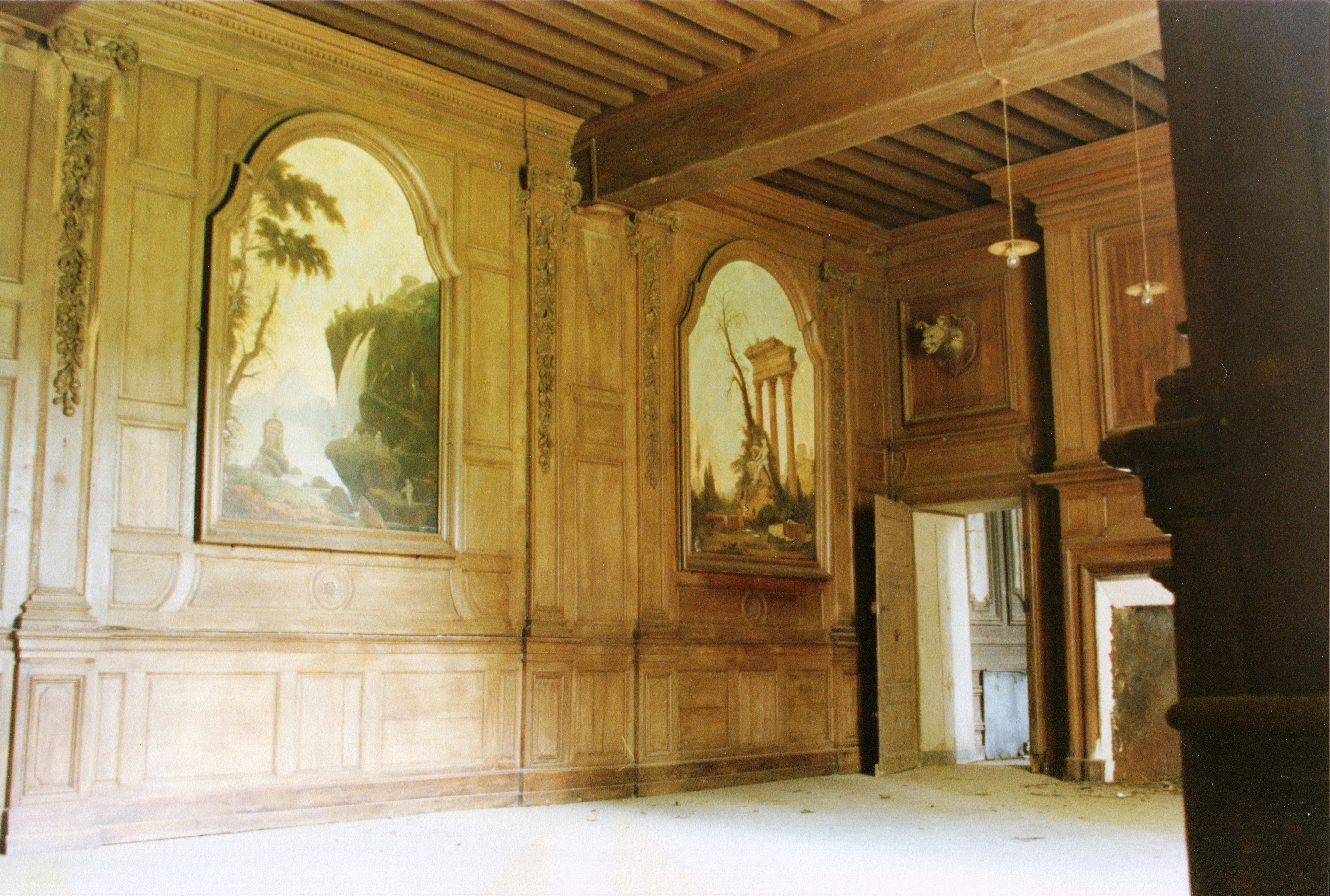
Das Refektorium (Aufnahme 1987)

Von der Kirche aus dem 13. Jahrhundert, in der mehrere Erzbischöfe von Bourges begraben waren, sind neben dem Triumphbogen des einst ebenso wie eine der Nebenkapellen des Seitenschiffs flach geschlossenen Chors verschiedene Mauerreste erhalten. Die Konventsgebäude aus dem 17. Jahrhundert umgeben noch den Kreuzgang aus derselben Zeit. Die Anlage ist als Monument historique eingetragen.